# Eupithecia caeruleata
Eupithecia caeruleata är en fjärilsart som beskrevs av Faure 1899. Eupithecia caeruleata ingår i släktet Eupithecia och familjen mätare. Inga underarter finns listade i Catalogue of Life.